# Guvernul Titu Maiorescu (2)
Guvernul Titu Maiorescu (2) a fost un consiliu de miniștri care a guvernat România în perioada 14 octombrie 1912 - 31 decembrie 1913.

## Componența
- Președintele Consiliului de Miniștri

Titu Maiorescu (14 octombrie 1912 - 31 decembrie 1913)
- Ministrul de interne

Take Ionescu (14 octombrie 1912 - 31 decembrie 1913)
- Ministrul de externe

Titu Maiorescu (14 octombrie 1912 - 31 decembrie 1913)
- Ministrul finanțelor

Alexandru Marghiloman (14 octombrie 1912 - 31 decembrie 1913)
- Ministrul justiției

Mihail G. Cantacuzino (14 octombrie 1912 - 31 decembrie 1913)
- Ministrul de război

General Constantin Hârjeu (14 octombrie 1912 - 31 decembrie 1913)
- Ministrul cultelor și instrucțiunii publice

Constantin G. Dissescu (14 octombrie 1912 - 31 decembrie 1913)
- Ministrul industriei și comerțului

Nicolae Xenopol (14 octombrie 1912 - 31 decembrie 1913)
- Ministrul agriculturii și domeniilor

Nicolae Filipescu (14 octombrie 1912 - 5 aprilie 1913)
Constantin C. Arion (5 aprilie - 31 decembrie 1913)
- Ministrul lucrărilor publice

Alexandru A. Bădărău (14 octombrie 1912 - 31 decembrie 1913)

## Sursa
- Stelian Neagoe - "Istoria guvernelor României de la începuturi - 1859 până în zilele noastre - 1995" (Ed. Machiavelli, București, 1995)

| Precedat(ă) de: Guvernul Titu Maiorescu (1) | Guvernul Titu Maiorescu (2) 14 octombrie 1912 - 31 decembrie 1913 | Succedat(ă) de: Guvernul Ion I.C. Brătianu (3) |